# ۱۳ اکتبر ۱۹۳۷
۱۳ اکتبر ۱۹۷۳ یک فیلمِ مستند به کارگردانیِ بکتاش آبتین و محصولِ سالِ ۱۳۹۱ است.
این فیلم ۶۸ دقیقه‌ای به زندگی لوریس چکناواریان، آهنگساز، رهبر ارکستر، نویسنده و نقاش ایرانی ارمنی‌تبار، می‌پردازد. ۱۳ اکتبر ۱۹۷۳ توانست جایزهٔ بهترین فیلم بلند پرتره را در «ششمین جشنواره سینما حقیقت» کسب کند.

## پیش‌زمینه
در فروردین ۱۳۹۱ علی مرادخانی، مدیر موزه موسیقی، در مصاحبه‌ای با خبرگزاری ایسنا اظهار کرد که «در سال جدید قرار است چهار فیلم مستند به شکل پرتره هنرمندان از چهره‌هایی چون لوریس چکناواریان، فخری ملک‌پور، فرهاد فخرالدینی و همایون خرم تهیه کنیم.» بکتاش آبتین در آذر آن سال در مصاحبه با پایگاه خبری فیلم کوتاه بیان کرد که او پس از مقدور نشدن ساخت فیلمی دربارهٔ حسین علیزاده، پیشنهاد ساخت این فیلم‌ها را به موزه موسیقی ارائه داده بوده‌است. همچنین تأکید کرد که فیلم‌ها را کاملاً با لحن شخصی خود ساخته و هیچ دخالتی در روند ساخت فیلم صورت نگرفته‌است.
او در سال ۱۳۹۱ سه فیلم «شرح بی‌نهایت» (زندگی فرهاد فخرالدینی)، «مشق شب» (زندگی فخری ملک‌پور) و «همایون خرم» را با فیلمبرداری «اشکان اشکانی»، صدابرداری «نظام کیایی» و تدوین «اسماعیل منصف» ساخت، اما هیچ‌یک از این فیلم‌ها به نمایش عمومی درنیامدند.
به گفتهٔ آبتین تعدادی از دوستان او پس از این سه فیلم پیشنهاد می‌کنند که سراغ چکناواریان برود، زیرا او «شخصیت بسیار جالبی دارد». آبتین با مرادخانی، مدیرعامل موزه موسیقی، صحبت می‌کند و متوجه می‌شود که قرار است از چکناواریان فیلمی ساخته شود و با پیشنهاد او پروژه «۱۳ اکتبر ۱۹۳۷» آغاز می‌شود. فیلمی که به قول آبتین «تلاش کرده بود چکناواریان را همان‌گونه که هست با همان صفا، صمیمیت و کودکی درونش نشان دهد.»

## داستان
در این فیلم به زندگی سخت دوران کودکی چکناواریان و حضور او در قهوه‌خانه‌های کارگری، محله‌های شلوغ قدیمی، سالن ورزش باستانی، کافه نادری و باشگاه ورزشی کودکان ارمنی و حتی نقاشی کردن او در خلوت پرداخته می‌شود. آبتین در جلسه نقد و بررسی فیلم در حاشیه جشنواره بین‌المللی سینما حقیقت در مورد دشواری‌های ساخت مستند پرتره و شخصیت چکناواریان می‌گوید: «من در مورد آدم‌های زیادی مستند ساخته‌ام، برخی از آنها حتی حاضر نبودند کتشان را از تنشان بیرون بیاورند، اما خوشبختانه کار در مورد چکناواریان اینگونه نبود.» او همچنین در گفتگویی با پایگاه خبری فیلم کوتاه، کار کردن با چکناواریان را تجربه بسیار جالبی ارزیابی می‌کند، «چرا که توانسته به انسانیت نزدیک‌تر شود و شخصیت این فرد روی او هم تأثیر گذاشته‌است».

## حواشی
این فیلم اگرچه توانست جایزهٔ بهترین فیلم بلند پرتره را در «ششمین جشنواره سینما حقیقت» کسب کند، اما هرگز مجوز اکران عمومی پیدا نکرد و درنهایت توسط سایت «هاشور» به‌صورت اینترنتی نمایش داده شد. بکتاش آبتین در هنگام دریافت جایزهٔ جشنوارهٔ سینما حقیقت در سخنانی اعتراض‌آمیز گفت که «کاش این جشنواره مثل اسمش پر از حقیقت بود، ولی متأسفانه عاری از حقیقته!» او همچنین در مراسم اکران اینترنتی فیلم در سال ۱۳۹۷ بیان کرد که باید بخش‌هایی از فیلم در کشور ارمنستان فیلمبرداری می‌شده اما این موضوع به‌علت بودجهٔ محدود ۱۵ میلیون تومانی مقدور نشده‌است.